# Skånska Maffian
Skånska Maffian är ett svenskt (skånskt) rockband som bildades av Miko Walldén i Helsingborg 2008. Gruppen har bland annat spelat in flera låtar av Anders Glenmark (2016) och släppt den första språkversionen av Peps Perssons Oh Boy! (2017), men störst framgång har de haft via Youtube med låten En Öl Ändå. 

## Historia
Miko Walldén bildade Skånska Maffian 2008 menat som ett musikkollektiv. Genom sitt kontaktnät sedan många år som musikartist lierade han sig med musiker såsom Peter Sundberg (bas), Lars Ahl (saxofon), körsångerskorna Nina Åkerlund, Caroline Melin, Ulrika Gudmundsson och Katarina Persson, Ulf Johansson (bas), Torbjörn Lübeck (trummor och sång), Caj ”Tele-Caj” Johansson (engelsk sång), Christer Lindberg (bas), Per Sandberg (fiol) samt de fem följande klaviaturisterna Tomas Pettersson, P-O Nilsson, Patrik Andrén, Per Persson och Mikael Svensson. 

### Debutskiva
Efter 2 års inspelning med Mats Nilsson från Brandsta City Släckers bakom mixerbordet i Chasing Sparks Studio såg debutskivan dagens ljus via Plugged Records 2010. Skivan recenserades även av danska musikrecensenter.
Samtidigt uppträdde gruppen på Skånes livescener. 2010 hade Kal P. Dal varit död i 25 år vilket bidrog till att bandets jazziga version av låten Jonnie blev spelad i radiokanaler som P4 Malmö och Guldkanalen. Samma år representerades P4 Malmö av Mikos komposition If I Wasn’t Here With You i riksfinalen av Svensktoppen nästa, som framfördes av Lucia Piñera Karlsson på Liseberg i Göteborg, vilket öppnade nya dörrar för honom men som samtidigt trängde undan PR-arbetet med bandets nyligen släppta platta. Idén med ett kollektiv med musiker som kom och gick visade sig inte vara genomförbar så konstellationen övergick mer och mer till en fast sättning. 2013 gjordes det sista musikerskiftet från Torbjörn Lübeck till Hans Nilsson bakom trummorna och med det bytet fanns en grundsättning som skulle vara i flera år.

### United States of Skåne
Efter en mjukstart tog det nu fart med inspelningen av uppföljaren United States of Skåne som släpptes i samarbete med Bosse Nilsson på Melody Music Records, januari 2014. Grundsättningen på hela plattan bestod av Miko Walldén, Peter Sundberg, Lars Ahl, Hans Nilsson och Niclas Brandt på klaviatur. Efter många liveframträdanden tillsammans stod Lotta Alfredsson och Mia Marjasdotter för all körsång. Gästmusiker var Nils ”Cavaradossi” Olsson från Malmö Opera på låten Mare mare, pianisten Lalle Larsson på Möllan 24/7, Patrik Andrén på spåret Ur Myllan som han även producerade, och Hasse Brink stod för engelsk sång. Vad gäller låtmaterial på detta album bidrog Miqael Persson med låten En Öl Ändå vilket blev den första musikvideon. Videon fick större framgångar på Youtube än bandet förväntat sig och man följde upp med musikvideor även på Mare mare, Harli Deividsån Shaffel och 1+1=2 (men hon får det till tre). Skivan distribuerades bland annat via så gott som alla ICA Maxi-varuhus i Skåne, vilket bidrog till att göra Skånska Maffian till ett etablerat band i regionen. År 2015 var Skånska Maffian den artist som sålde flest CD-skivor på varuhuset Bo Ohlsson i Tomelilla.

### Glenmark på skånska
Live hade nu Skånska Maffian blivit ett uppskattat regionalpatriotiskt band på den skånska livescenen. Gruppen blandade egna låtar med att göra personliga tolkningar på andra skånska artister. Detta visade sig bland annat i låtvalet till United States of Skåne som till exempel innehöll Dan Tillbergs Rolling Stones-cover Kom in och hälsa på (översatt av Mats Zetterberg), Mikael Wiehes Flickan och kråkan (som fanns i repertoaren innan Timbuktus version) och Mare mare. Just Anders Glenmarks låtar hade kommit med på repertoaren för att han är född och uppvuxen i Tomelilla. Bandet bestämde sig för att tredje skivan skulle få bli en hyllning till honom. Skånska Maffian släppte sin tredje skiva, Glenmark på skånska, januari 2016. Musikerstommen var densamma som tidigare förutom att systrarna Pia och Anna Ehrenstråle stod för kören. Gästmusiker var återigen Nils Olsson samt Sanna Vässmar (sång) och Niklas Kåse (trumpet). Denna gång samarbetade man även med DJ Raffe Bergwall vilket resulterade i en Remix Edit och en Remix Extended av låten Hon sa.

### 10-årsjubileum och fortsatt kamp
Under året 2016 slutade Peter Sundberg som basist efter åtskilliga handoperationer och många års lidande. Även trummisen Hans Nilsson hade hälsoproblem och det var nu väldigt osäkert om Skånska Maffian skulle lyckas hitta ny kraft igen. Efter en lång paus beslöt sig Miko och Lars att fortsätta driva bandet framåt och hittade basisten Jörgen Persson och trummisen Anders Sandström. I februari 2017 stod den nya sättningen för första gången på scen i Hässleholm. Via Anders Sandströms kontakt med den danska textförfattaren Calle Sand (som översatte Änglahund till Himmelhunden 1984) spelade Skånska Maffian in en dansk version av Peps Perssons Oh Boy! som släpptes som singel i början av maj 2017. Dansk kör och språkhjälp stod Nanne Amelie Andersen för. I takt med fler och fler spelningar började bandet spela in material för ett fjärde album.
Det blev ett jubileumsskivsläpp då bandet nu hade existerat i 10 år. Titeln blev 2 0 0 8 2 0 1 8 och största delen av materialet var skrivet av Miko och producerades åter igen i Chasing Sparks Studio. Peter Sundberg var tillbaka på bas, trummorna sattes av Torbjörn Månsson från Hellsmoke, klaviatur av Niclas Brandt, dragspel av Johan Olsson från Östblocket och kör av Sanna Vässmar och Linnea Simon. Blåssektionen bestod av Lars Ahl, Christian Hersborn, Niklas Kåse, Torbjörn Nilsson och Peå Johansson. Bland låtarna utmärker sig Opp igen som duett med Mikos 85-åriga mor, Oh boy i en skånsk/dansk duett med Nanne Amelie Andersen, På min balkong som i engelsk version tog sig till riksfinal i Svensktoppen Nästa 2010, Som en hemlös själ med outgiven text av Lars Winnerbäck och Långsamt som var resultatet av ett musikaliskt samarbete med en fångvårdsanstalt i västra Sverige.
Nästa skivsläpp, Förkyld, var ursprungligen en engelsk låtidé från Ola Hall som hade börjat jobba med Skånska Maffian live. Miko och Ola arbetade fram en skånsk countryversion tillsammans med Kristofer Örstadius som tekniker och lägligt under vintern 2019 släpptes den som singel.

### Så mycket bättre...på skånska
Skånska Maffian hade alltid känt sig attraherade av att leta upp både kända och okända låtar på rikssvenska för att sedan ge dem en helt ny skånsk version. De hade samlat på sig en hel del sådana versioner på repertoaren som hade blivit permanenta efter hand. Därför föll det sig naturligt att nästa skivsläpp skulle samla dessa låtar under titeln Så mycket bättre...på skånska. Grundsättning var i stort sett samma som tidigare men nu med Jocke Jönsson på trummor både live och i studion. Bandet gick in i Studio Mansarda med låtar som t.ex. Feber (Fever) av Anita Lindbom, Puss (Kiss) av Docenterna, En kvinna en man (No woman no cry) av Sten & Stanley och Mamma pappa barn av Ebba Grön och med Limme Johansson bakom mixerbordet. I sista sekund valde bandet att även ta med låten Vingar av Mikael Rickfors som en naket avskalad akustisk version med Jing Persson på fiol. Först släpptes Puss som både singel och musikvideo och senare kom hela plattan år 2020.

### Med respekt för historien och med ansvar för framtiden
Efter ytterligare problem med både smärta i händerna och sinande motivation valde Peter Sundberg att lämna bandet som fast medlem. Efter ett kort vakuum fortsatte bandet med Ola Hall på bas och Matti Jonasson som fasta medlemmar.

## Medlemmar
- Miko Walldén – sång, gitarr, klaviatur, munspel (2008-idag)
- Ola Hall – bas, klaviatur, körsång (2018-idag
- Matti Jonasson – trummor, körsång (2020-idag)

### Tidigare medlemmar
- Peter Sundberg – bas, körsång (2008-2020)
- Lars Ahl – saxofon (2008-2020)
- Niclas Brandt – klaviatur (2008-2016)
- Hans Nilsson – trummor (2013-2016)
- Nina Åkerlund – körsång (2008-2013)
- Caroline Melin – körsång (2008-2013)
- Lotta Alfredsson – körsång (2013-2015)
- Mia Marjasdotter – körsång (2013-2015)
- Torbjörn Lübeck – trummor (2008-2013)
- Anders Sandström – trummor, sång (2016-2017)
- Jörgen Persson – bas, körsång (2016-2017)

## Bidragande musiker (urval)
- Patrik Andrén – klaviatur, produktion
- Mats Nilsson – produktion
- Nils Olsson – sång
- Ulf Johansson – bas, körsång
- Miqael Persson – komposition
- Pia Ehrenstråle – körsång
- Anna Ehrenstråle – körsång
- Kristian Hersborn – saxofon
- Johan Olsson – dragspel
- Jing Persson – fiol

## Diskografi

### Album
- Skånska Maffian (2010)
- United States of Skåne (2014)
- Glenmark på skånska (2016)
- 2 0 0 8 2 0 1 8 (2018)
- Så mycket bättre...på skånska (2020)

### Singlar
- Kom in och hälsa på (2015)
- Oh Boy (DK) (2017)
- Förkyld (2019)
- Puss (2020)

## Videografi
- En öl ändå (Musikvideo)
- Mare mare (Musikvideo)
- Hon Sa (Musikvideo)
- Oh Boy (DK) (Musikvideo)